# Jan Emil Wilczek
Jan Emil Wilczek (ur. 4 sierpnia 1938 w Czechowicach, zm. 2020) – polski polityk, poseł na Sejm PRL VIII i IX kadencji.

## Życiorys
W 1956 skończył technikum hutnicze w Czechowicach. Pracował w Odlewni Metali „Dziedzice”. I sekretarz OOP i członek egzekutywy Komitetu Zakładowego Polskiej Zjednoczonej Partii Robotniczej, a także przewodniczący Oddziałowej Rady Związkowej. W 1981 objął mandat posła na Sejm PRL VIII kadencji w okręgu Tychy z ramienia PZPR. Należał do Komisji Do Spraw Samorządu Pracowniczego Przedsiębiorstw, Komisji Przemysłu Ciężkiego, Maszynowego i Hutnictwa oraz do Komisji Przemysłu. W 1985 uzyskał reelekcję z tego samego okręgu. W Sejmie IX kadencji zasiadał w Komisji Administracji, Spraw Wewnętrznych i Wymiaru Sprawiedliwości oraz w Komisji Przemysłu.

## Odznaczenia
- Krzyż Kawalerski Orderu Odrodzenia Polski
- Złoty Krzyż Zasługi
- Srebrny Krzyż Zasługi
- Medal 30-lecia Polski Ludowej
- Medal 40-lecia Polski Ludowej